# Dactylodiplosis menoni
Dactylodiplosis menoni är en tvåvingeart som först beskrevs av Mani 1943.  Dactylodiplosis menoni ingår i släktet Dactylodiplosis och familjen gallmyggor. Inga underarter finns listade i Catalogue of Life.